# Tencent QQ
Tencent QQ (často zkracováno pouze na QQ) je program pro instant messaging, nejvíce používaný v Asii. Celosvětově se jedná o jeden z nejoblíbenějších služeb instant messanging s více než 800 miliony uživatelů v roce 2016. Program je vyvíjen firmou Tencent, a jeho uživatelská základna většinově migrovala na novější aplikaci WeChat.

## Pojmenování
Původní jméno sítě bylo OICQ (Open ICQ nebo Oh, I Seek You). Protože ale název porušoval obchodní známku programu ICQ a také proto, že ani program ani protokol nejsou „open“, přejmenoval se na QQ.
QQ může symbolizovat dvě plačící oči, pro něž je tato dvojice písmen používána v japonských emotikonách. Dalším možným důvodem vzniku bylo, že písmena QQ v mandarínské čínštině znějí podobně jako mandarínský výraz pro tučňáka, který byl původně ve znaku.

## Používání
QQ má odhadem na 160 miliónů uživatelů v Číně. Rekordu v počtu současně přihlášených uživatelů bylo dosaženo 5. března 2005, kdy bylo na hlavním čínském serveru najednou přihlášeno 9 miliónů uživatelů.
Používání mimo Čínu je velmi omezené, jedinou výjimku tvoří Jihoafrická republika, kde je QQ používáno poslední dva až tři roky a 
dokonce inspirovalo místní hudební skupinu The Finkelsteins k napsání písně „QQ Me“. Dále je QQ používáno lidmi, jež z nějakého důvodu chtějí komunikovat s lidmi žíjicími v Číně. Příkladem mohou být zahraniční studenti, kteří se učí čínštinu.
V roce 2006, poté co došlo k zemětřesení poblíž Hengchunu a byly poškozeny podmořské kabely, došlo k dalšímu upevnění pozice tohoto instant messagingu v Číně.

## Vývoj
QQ bylo vyvíjeno od února roku 1999 firmou Tencent Inc. Jako historicky první instant messangin obsahoval nejen samotný chatovací program, ale i chatovací místnosti, hry, avatary, seznamku a další. Většina z těchto služeb byla zdarma, což byl společně s jednoduchým používáním také jeden z důvodů, proč se QQ stalo během krátkého času nejpopulárnější im službou v Číně.
Aktuální verze klienta se jmenuje QQ2007. Tencent uvolňuje nové verze pravidelně při různých významných příležitostech, jako jsou čínský nový rok nebo Olympijské hry.
Oficiální QQ klient běží pouze pod operačním systémem Microsoft Windows, uživatelé Linuxu mohou využívat například klienta Pidgin s pluginem QQ, také pro Mac OS X existují klienti. Webové rozhraní, které je založeno na AJAXU, se v současné době nachází v beta verzi.
Jako odpověď na soutěžení s Windows Live Messangerem, Tencent vydal Tencent Messenger, který je zaměřen především na bussines sféru. Tato verze nabízí rozšíření služeb, které jsou nabízeny pro prémiové členy normálního QQ klienta, ale pro ty je použití pouze v omezené podobě.

### Členství
QQ dovoluje registraci. V roce 2002 ale, díky přeplněnosti a z toho plynoucím problémům, jako například nutnosti několikanásobného opakování registrace, byla registrace zpoplatněna. Znovuotevření volné registrace proběhlo v roce 2003, a to zejména díky tlaku ostatních instant messangerů. V současné době je tedy registrace zdarma, ale za poplatek 10 jüanů je možno zakoupit tzv. prémiové členství, které původní služby rozšiřuje například o klienta pro mobilní zařízení, stahování vyzváněcích tónů nebo možnost přijímání a odesílání SMS.

## Polemika a kritika

### Filtrování slov
V srpnu 2004 začalo být v hrách v QQ filtrováno několik klíčových slov.

### Plagiátorství
Jako ostatně většina im klientů, i QQ kopíruje některé z rysů svých konkurentů. Vzhled původního QQ klienta kopíroval vzhled ICQ, ale nyní v důsledku vývoje připomíná vzhledově víc uživatelské rozhraní Windows Live Messanger. Uživatelské rozhraní využívá Luna theme, což je uživatelské rozhraní operačního systému Windows XP. Navíc je QQ známo kopírováním celých zdrojových kódů a textů z konkurenčních klientů. Například jedna verze obsahuje text licence Skype EULA, údajně ale pouze jako aprílový žert.

## Q mince
Q mince je virtuální měna používána k „zakoupení“ některých služeb jako avatary nebo blog. QQ mince je možno směnit za reálné peníze nebo ze používání jedné z mobilních služeb. Díky popularitě QQ je nyní možno používat Q mince nejen k nákupům služeb pro samotné QQ, ale i na mnoha jiných místech, jako je například e-shopy nebo herní centra k nákupům především drobnějších předmětů. Díky tomu také dochází k obavám, aby nedošlo k nahrazení reálné měny při platbách a tím ke zvýšení inflace. Čínská lidová banka, hlavní čínský bankovní úřad, už pohrozil prošetřením celé kauzy, neboť lidé začínají za tyto mince nakupovat už i reálné zboží. Tencent tvrdí, že Q mince je pouze druh komoditního zboží, a že se v žádném případě nejedná o měnu.

## Open source a cross-platformoví klienti
Díky reverznímu inženýrství se podařilo rozlousknout QQ protokol a implementovat jej do různých klientů, již jsou často na rozdíl od originálního multiplatformní, zdarma a bez reklam. Implementace protokolu však není dokonalá, tudíž veškerá funkcionalita není vždy plně podporována.
- Adium, open source klient pro Mac OS X
- Pidgin, open source cross-platformový multiprotokolový klient
- Kopete
- Carrier, open source cross-platformový multiprotokolový klient založený na Pidginu
- Miranda IM, open source multiprotokolový klient pro Microsoft Windows s MirandaQQ2[5] pluginem